# Administratura apostolska Kirgistanu
Administratura Apostolska Kirgistanu (łac. Administratio Apostolica Kyrgyzstaniana) – samodzielna jednostka terytorialna dla katolików obrządku łacińskiego oraz jednostka podziału administracyjnego Kościoła katolickiego w Kirgistanie, obejmująca swoim zasięgiem cały kraj. Utworzona jako Misja „sui iuris” 22 grudnia 1997 przez papieża Jana Pawła II. Podniesiona do rangi Administratury apostolskiej przez Benedykta XVI 18 marca 2006.

## Historia
Na przełomie XIII i XIV wieku w okresie mongolskich podbojów do Azji Centralnej dotarli katoliccy misjonarze i wysłannicy papieży do chanów. Pierwsza wspólnota katolicka na terenie obecnego Kirgistanu zaczęła się kształtować dopiero pod koniec XIX wieku. Tworzyli ją niemieccy osiedleńcy w Tałasie oraz Polacy – głównie zesłańcy.
Do połowy lat 50. XX wieku życie religijne katolików w Kirgizji toczyło się w podziemiu. Sytuacja zmieniła się w latach 60., kiedy do Biszkeku przybył – ks. prałat Michael Keller, były więzień łagrów, ostatni z żyjących w Związku Radzieckim kapłan diecezji tyraspolskiej, któremu udało się oficjalnie w 1969, zarejestrować parafię św. Michała Archanioła w stolicy tej radzieckiej republiki. 
Po upadku Związku Radzieckiego w 1991 i ogłoszeniu przez Kirgistan niepodległości rozpoczęto okres całkowitego wyjścia Kościoła katolickiego z podziemia. W 1991 biszkecką parafię podporządkowano administraturze apostolskiej w Karagandzie. 22 grudnia 1997 papież Jan Paweł II utworzył dla Kirgistanu – Misję „sui iuris”, którą bezpośrednio podporządkował Stolicy Apostolskiej. Jego następca – Benedykt XVI, podniósł Misję 18 marca 2006 do rangi Administratury apostolskiej.
W lipcu 2017 roku został czasowo zamknięty kościół parafialny św. Mikołaja w Tałasie. Było to spowodowane nękaniem lokalnej wspólnoty przez oficerów Agencji Bezpieczeństwa Narodowego. Obecnie nabożeństwa są sprawowane w zwyczajowym porządku.

## Administratorzy apostolscy
| Lata urzędowania | Biskup/Ksiądz                | Uwagi                                                   |
| ---------------- | ---------------------------- | ------------------------------------------------------- |
| 1997–2006        | o. Aleksandr Kan SJ          | superior misji „sui iuris”                              |
| 2006–2016        | Nikolaus Messmer SJ          | administrator apostolski, od 2006 senior administratury |
| 2016–2017        | o. Janez Mihelčič SJ         | administrator apostolski, od 2017 senior administratury |
| od 2017          | o. Anthony James Corcoran SJ | administrator apostolski                                |

## Parafie
- Parafia św. Michała Archanioła w Biszkeku
- Parafia św. Matki Teresy z Kalkuty w Dżalalabadzie
- Parafia św. Mikołaja w Tałas[8]